# Platoniq
Platoniq és una plataforma de selecció i producció de projectes que uneixen les noves tecnologies i la cultura. El seu treball es materialitza en diverses àrees: l'organització d'esdeveniments relacionats amb els àmbits culturals i tecnològics, la creació de documentals per a la televisió i la ràdio a Internet i el desenvolupament d'eines tecnològiques (bases de dades i programari). Les seves investigacions se centren en els possibles usos socials de la tecnologia i el treball en xarxa, tot intentant desenvolupar estratègies que generin noves formes de comunicació, formació i organització entre els ciutadans.